# ジローラモ・デル・パッキア
ジローラモ・デル・パッキア（Girolamo del Pacchia、1477年ころの生まれ、 1533年以降に没）は、イタリアの画家である。

## 略歴
シエーナで生まれた。父親のジョヴァンニ・ディ・ジョヴァンニ(Giovanni di Giovanni)は、ザグレブ出身で大砲などを鋳造する職人であったとされるが、デル・パッキアが幼児のうちに家を出てしまった。
ル・パッキアは最初、シエーナの画家ベルナルディーノ・フンガイ(Bernardino Fungai: 1460– c.1516) の弟子になり、その後ジャコモ・パッキアロッティ(Giacomo Pacchiarotti: 1474 – 1539/1540)から学んだ。通称の「デル・パッキア」はパッキアロッティにスタイルが似ていることから来ている。フィレンツェに短期間滞在した後、1500年にローマに修行に出ている。ピエロ・ディ・コジモ(c.1462-1521)やフラ・バルトロメオ(1472-1517)、アンドレア・デル・サルト(1486-1531)といった画家からも影響をうけたとされる。その後、シエーナに戻り1502年にシエーナ大聖堂の部屋の一つの壁画を描いた。
16世紀半ばに『画家・彫刻家・建築家列伝』を著わしたジョルジョ・ヴァザーリによれば、デル・パッキアは1518年にイル・ソドマ(1477-1549)とドメニコ・ベッカフーミ(1486-1551)とともにシエーナのサン・ベルナルディーノ礼拝堂の壁画を描いたことが述べられている。
デル・パッキアは、シエーナ共和国を統治していた「九人評議会」を追放を画策する政治グループ「la compagnia de' Bardotti」に1533年に参加した記録があるが、1535年の戦争などでこのグループのメンバーは失踪し、1533年以降のデル・パッキアに関する記録は残されていない。

## 作品

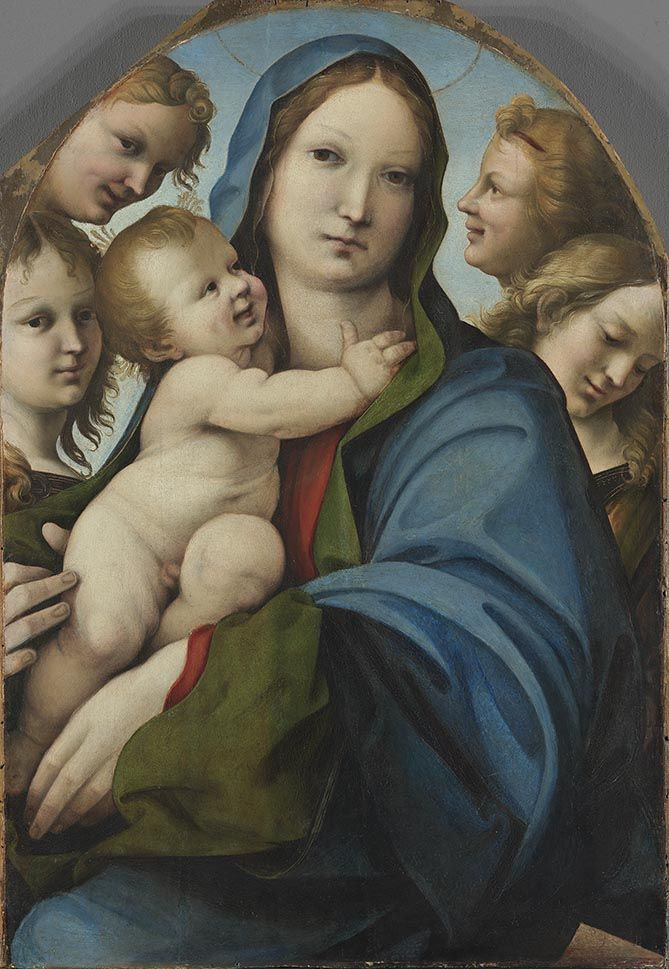
聖母子と4人の天使 バイエルン州絵画コレクション
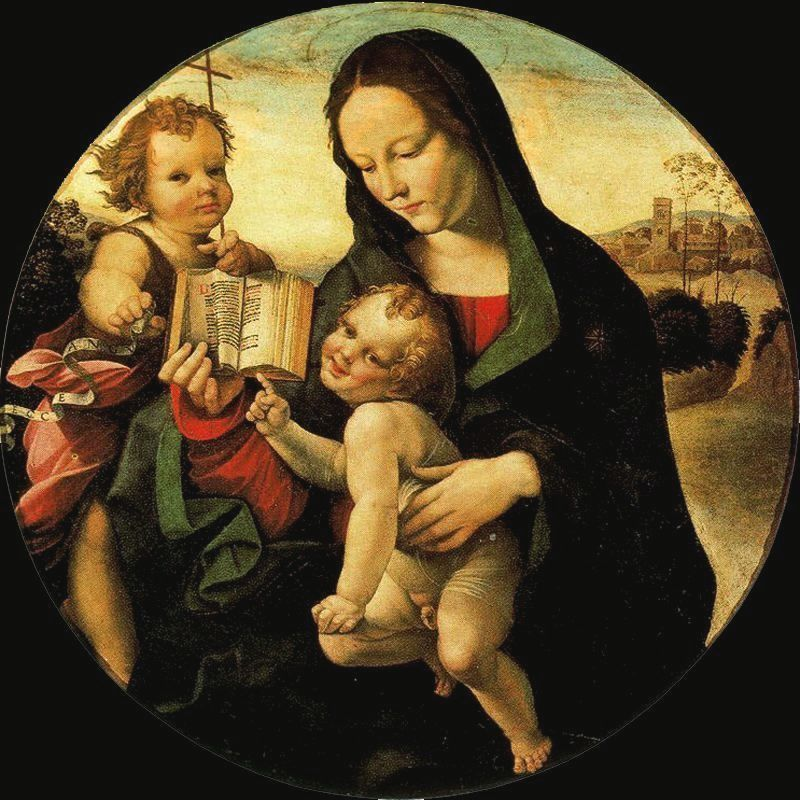
聖母子 フィレンツェ、ピッティ宮殿
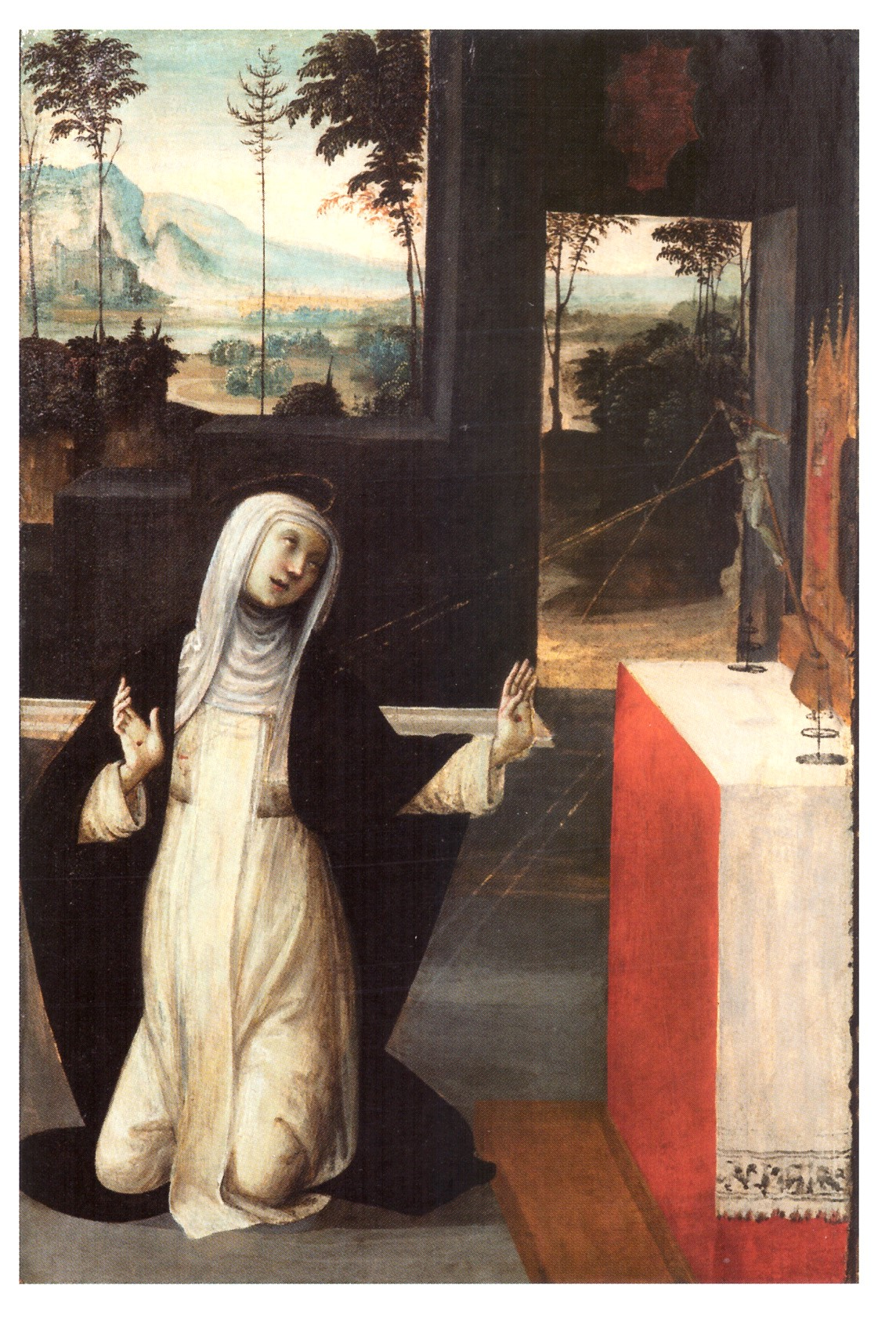
聖痕を受けるシエーナの聖カタリナ ミュールーズの美術館
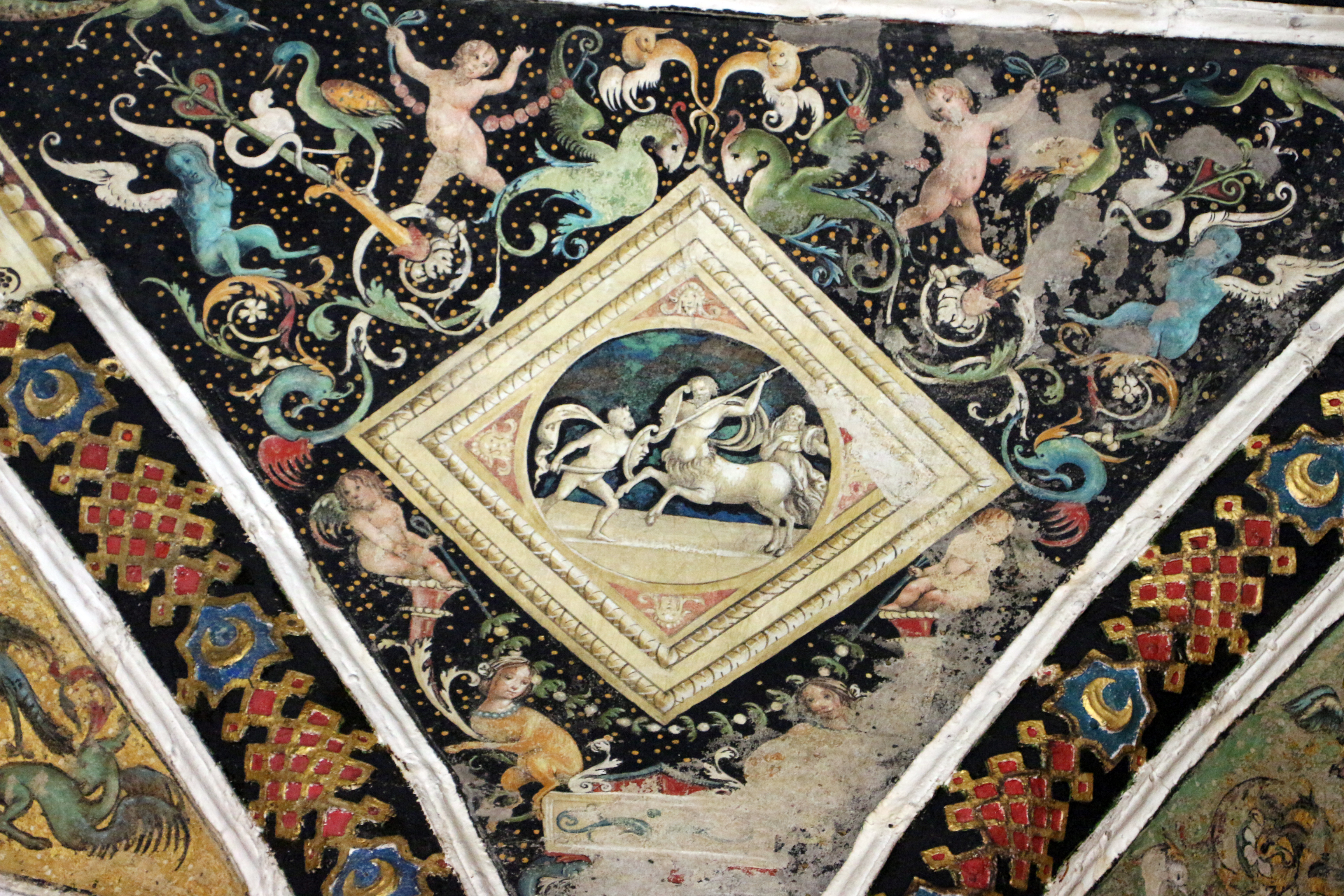
シエーナ大聖堂の装飾画